# Симао Саброза
Симао Саброза (порт. Simão Sabrosa; Константим, 31. октобар 1979), познат и као Симао (порт. Simão), бивши је португалски фудбалер.
Током играчке каријере играо је за значајне европске клубове и освојио мноштво трофеја.
Са Португалијом је наступио на четири велика такмичења. На Мундијалу у Немачкој 2006. године освојио је са репрезентацијом четврто место. Ипак, најзначајнији резултат са репрезентацијом је остварио на Европском првенству 2004. године када су као домаћини стигли до финала где је Португалија неочекивано изгубила од Грчке.